# Ilha de Comandatuba
A Ilha de Comandatuba localiza-se no município de Una, no sul do litoral da Bahia, no Brasil, e a 545 km da capital Salvador.

## Etimologia
O termo "Comandatuba" é originário da língua tupi e significa "ajuntamento de feijão", através da junção dos termos komandá ("feijão") e tyba ("ajuntamento").